# Jack Doyle
Jack Doyle (* 5. května 1990 v Indianapolisu, stát Indiana) je hráč amerického fotbalu nastupující na pozici Tight enda za tým Indianapolis Colts v National Football League. Univerzitní fotbal hrál za Western Kentucky University, po Draftu NFL 2013, kdy si ho nevybral žádný tým, podepsal smlouvu s týmem Tennessee Titans.

## Mládí
Na Cathedral High School byl Doyle během let vybrán několikrát do all-stars týmů. V roce 2006 byl členem týmu, který vyhrál národní mistrovství. Připsal si celkem zachycených 21 přihrávek pro 400 yardů a 4 touchdowny. Kromě amerického fotbalu se také věnoval ragby, ve kterém se v roce 2008 stal národním šampiónem.

## Univerzita
V první sezóně na Western Kentucky University nastoupil do deseti utkání na pozici Tight enda. Celkem zaznamenal 37 zachycených přihrávek pro 365 yardů a jeden touchdown. Po skončení ročníku byl vybrán do all-stars týmu nováčků. I přesto, že ve druhém ročníku odehrál pouze sedm utkání kvůli zranění, stihl zachytit 20 přihrávek pro 224 yardů a 2 touchdowny. Po odehrání dvanácti zápasů ve třetím ročníku byl vybrán do all-stars týmu konference Sun Belt. V posledním ročníku pak nastoupil do všech třinácti zápasů, ve kterých zaznamenal 53 zachycených přihrávek pro 566 yardů a 5 touchdownů, za což byl opět vybrán do all-stars týmu.

## Profesionální kariéra
Poté, co si ho nevybral žádný tým během sedmi kol Draftu NFL 2013, Doyle podepsal smlouvu s Tennessee Titans. Na konci přípravného období byl propuštěn a následně 1. září podepsal kontrakt s Indianapolis Colts.

### Indianapolis Colts
V první profesionální sezóně sloužil především jako běhový blokař, celkem si připsal 19 naběhaných yardů z pěti pokusů.
Na startu sezóny 2014 předehnal další Tight endy Colts Weslye Saunderse a Erika Swoopeho a stal se členem základního kádru. 15. září 2014 při porážce 27:30 od Philadelphie Eagles pak zaznamenal první touchdown profesionální kariéry. Celkem si v sezóně připsal 18 zachycených přihrávek pro 118 yardů a 2 touchdowny.
V přípravě na rončík 2015 Doyle opět předčil další Tight endy a znovu se stal třetí volbou na této pozici. 3. března 2016 Colts nabídli Doyleovi prodloužení stávajícího kontraktu o rok za 1,67 milionu dolarů, který ho akceptoval a posunul se tak na místo druhého Tighte enda týmu.

## Statistiky

### Základní část
| Sezóna | Tým                | Zapasů | Zapasů | Zachycených přihrávek | Zachycených přihrávek | Zachycených přihrávek | Zachycených přihrávek | Zachycených přihrávek | Běhové pokusy | Běhové pokusy | Běhové pokusy | Běhové pokusy | Běhové pokusy | Fumbly | Fumbly   |
| Sezóna | Tým                | OZ     | SH     | Zachyc                | Yardy                 | Prům                  | Nejd                  | TD                    | Pok           | Yardy         | Prům          | Nejd          | TD            | Fumbly | Ztracené |
| ------ | ------------------ | ------ | ------ | --------------------- | --------------------- | --------------------- | --------------------- | --------------------- | ------------- | ------------- | ------------- | ------------- | ------------- | ------ | -------- |
| 2013   | Indianapolis Colts | 15     | 4      | 5                     | 19                    | 3.8                   | 8                     | 0                     | –             | –             | –             | –             | –             | –      | –        |
| 2014   | Indianapolis Colts | 16     | 1      | 18                    | 118                   | 6.6                   | 20                    | 2                     | –             | –             | –             | –             | –             | –      | –        |
| 2015   | Indianapolis Colts | 16     | 2      | 12                    | 72                    | 6.0                   | 19                    | 1                     | –             | –             | –             | –             | –             | –      | –        |
|        | Celkem             | 47     | 7      | 35                    | 209                   | 6.0                   | 20                    | 3                     | –             | –             | –             | –             | –             | –      | –        |

### Play-off
| Sezóna | Tým                | Zapasů | Zapasů | Zachycených přihrávek | Zachycených přihrávek | Zachycených přihrávek | Zachycených přihrávek | Zachycených přihrávek | Běhové pokusy | Běhové pokusy | Běhové pokusy | Běhové pokusy | Běhové pokusy | Fumbly | Fumbly   |
| Sezóna | Tým                | OZ     | SH     | Zachyc                | Yardy                 | Prům                  | Nejd                  | TD                    | Pok           | Yardy         | Prům          | Nejd          | TD            | Fumbly | Ztracené |
| ------ | ------------------ | ------ | ------ | --------------------- | --------------------- | --------------------- | --------------------- | --------------------- | ------------- | ------------- | ------------- | ------------- | ------------- | ------ | -------- |
| 2013   | Indianapolis Colts | 2      | 1      | 1                     | 7                     | 7.0                   | 7                     | 0                     | –             | –             | –             | –             | –             | –      | –        |
| 2014   | Indianapolis Colts | 2      | 0      | 6                     | 23                    | 3.8                   | 8                     | 0                     | –             | –             | –             | –             | –             | –      | –        |
|        | Celkem             | 4      | 1      | 7                     | 30                    | 4.3                   | 8                     | 0                     | –             | –             | –             | –             | –             | –      | –        |